# Елвіс покинув будівлю
«Елвіс покинув будівлю» — фраза, яку часто використовували диктори публічних виступів наприкінці концертів Елвіса Преслі, щоб розігнати публіку, яка затрималася в надії на біс.
Відтоді це стало крилатою фразою.

## Походження
Фраза була вперше використана промоутером Горасом Лоґаном у Hirsch Memorial Coliseum на ярмарку Шривпорті, штат Луїзіана, 15 грудня 1956 року. Преслі з'явився посеред вечора, і Лоґану потрібно було заспокоїти публіку, щоб інші виконавці могли грати.
Повна цитата: «Добре, добре, Елвіс покинув будівлю. Я вам сказав абсолютно прямо. Ви це знаєте. Він покинув будівлю. Він покинув сцену та вийшов із поліціянтами на задню частину, і зараз його немає з будівлі.»

## У масовій культурі
Відтоді ця фраза стала крилатою фразою, що використовується для позначення будь-кого, хто в якомусь сенсі вийшов.
Наприклад, її можна використовувати, коли хтось різко виходить із суперечки.